# Championnats de France d'athlétisme 1939
Navigation
Championnats 1938 Championnats 1941
Les Championnats de France d'athlétisme 1939 ont eu lieu les 22 et 23 juillet 1939 au Stade olympique Yves-du-Manoir de Colombes. Les épreuves féminines se sont déroulées les 15 et 16 juillet 1939 à Monaco.

## Palmarès
| Discipline        | Hommes                | Hommes         | Femmes             | Femmes       |
| ----------------- | --------------------- | -------------- | ------------------ | ------------ |
| 60 m              | -                     | -              | Jeanine Salagoïty  | 8 s 2        |
| 100 m             | René Valmy            | 10 s 9         | Gaëtane Crouzillas | 12 s 4       |
| 200 m             | Albert Bucourt        | 22 s 6         | Marguerite Gaspard | 26 s 6       |
| 400 m             | Raymond Marcillac     | 49 s 3         | -                  | -            |
| 800 m             | Marcel Hansenne       | 1 min 53 s 3   | Hélène Devèze      | 2 min 25 s 0 |
| 1 500 m           | Roger Normand         | 4 min 00 s 5   | -                  | -            |
| 5 000 m           | Mohamed El Ghazi      | 15 min 00 s 3  | -                  | -            |
| 10 000 m          | Georges Gaillot       | 31 min 45 s 9  | -                  | -            |
| 10 km marche      | Robert Huard          | 45 min 54 s 84 | -                  | -            |
| 80 m haies        | -                     | -              | Gaëtane Crouzillas | 12 s 2       |
| 110 m haies       | Jean-François Brisson | 15 s 5         | -                  | -            |
| 400 m haies       | Prudent Joye          | 54 s 9         | -                  | -            |
| 3 000 m steeple   | Roger Cuzol           | 9 min 25 s 3   | -                  | -            |
| Saut en longueur  | Jean Balezo           | 7,35 m         | Gaëtane Crouzillas | 5,47 m       |
| Triple saut       | Jean Nichil           | 14,05 m        | -                  | -            |
| Saut en hauteur   | André Manent          | 1,86 m         | Jacqueline Jaur    | 1,50 m       |
| Saut à la perche  | Pierre Ramadier       | 4,00 m         | -                  | -            |
| Lancer du poids   | Jules Noël            | 14,66 m        | Lily Colin         | 9,98 m       |
| Lancer du disque  | Jules Noël            | 45,69 m        | Lucienne Velu      | 34,66 m      |
| Lancer du marteau | Robert Wirtz          | 51,06 m        | -                  | -            |
| Lancer du javelot | Louis Ducher          | 59,84 m        | Anette Bouligaud   | 34,16 m      |
| Décathlon         | Jean Moiroud          | 5 802 pts      | -                  | -            |